# Reto Bolli
Reto Bolli (* 2. März 1979) ist ein ehemaliger Schweizer Fussballtorhüter.

## Karriere
Reto Bolli startete seine Profikarriere bei Vereinen in der Südschweiz, dem Tessin. Beim FC Locarno (1999–2002), der AC Bellinzona (2002–2004) und dem FC Lugano (2004–2006) spielte er als Stammtorhüter in der Challenge League. Seit seinem Engagement beim FC Schaffhausen agierte er vorwiegend als Reservetorhüter, was auch bei seinem vorletzten Arbeitgeber zutraf, dem FC St. Gallen (seit 2008). In der Saison 2009/2010 nahm er beim FC St. Gallen aber die Rolle des «Cup-Torhüters» ein und spielte im K.-o.-Wettbewerb jeweils als Nummer «1».
Bolli besass in St. Gallen einen Vertrag bis 30. Juni 2011. Zur Rückrunde 2010/11 wurde er jedoch an den Zweitligisten FC Aarau ausgeliehen. Bolli beendete seine Aktivkarriere im August 2013, nimmt jedoch seither bei den Spielen des FC Aarau zur Unterstützung des Cheftrainers René Weiler die Rolle des Teammanagers ein.